# 木村氏
木村氏（きむらし）は、日本の氏族。

## 近江の木村氏
近江国蒲生郡木村（のちの滋賀県蒲生郡蒲生町木村、現在の同県東近江市木村町）が発祥。
12世紀末、『源平盛衰記』巻37で平通盛を討ち取る木村成綱は紀成高の四代の孫とされ、『姓氏家系大辞典』でも紀姓説をとっている。一方、『佐々木系図』（『続群書類従』所収）で成綱を佐々木経方の後裔とし、かつ経方の次男行定の母を紀盛宗の娘としていることから、『近江輿地志略』では、行定の子定道が祖母の姓である紀姓を仮冒（かぼう）して称したのであり、本来は佐々木氏の一族とする。
後世、その子孫は宇多源氏佐々木氏流を称し、江戸時代の幕臣として9家が『寛政重修諸家譜』に掲載されている。家紋は四つ目結、あるいは釘貫。安土桃山時代に豊臣氏の家臣となった、木村定重・重茲・重成らもこの流の後裔と考えられている。六角義賢・加藤清正の家臣で講談で有名になった木村又蔵も近江木村氏の出身とされる。
近江国滋賀郡堅田（現在の滋賀県大津市堅田地区）の人に、弓術出雲派の吉田重綱の弟子で、寿徳派の創始者木村寿徳がいる。元は猪飼氏を称していたとされる。

## 藤姓足利氏流木村氏
下野国都賀郡木村（現在の栃木県栃木市都賀町木）が発祥。藤原北家秀郷流で、藤姓足利氏の祖である足利成行の玄孫信綱を祖とする。『太平記』巻3に見える木村次郎左衛門もこの一族とされる。また子孫に、江戸時代の幕臣として3家が『寛政重修諸家譜』に掲載されている。家紋は三頭左巴、または五三桐。

## 神姓
神氏の一族である。諏訪氏と同族。

## 下総の木村氏
下総国（現在の千葉県北部を中心とする地域）の一族である。千葉氏の一門。

## 陸奥の木村氏
陸奥国三戸郡（現在の青森県）の豪族。慶長年間まで五戸館（ごのへだて、青森県三戸郡五戸町字館）を居館としていたという。又重氏・戸来氏も木村氏の一族とし、紀長谷雄から続く系図がある。一方、『奥南旧指録』では紀名虎の後裔としている。木村秀清など。
また、浅瀬石城主浅瀬石氏重臣に木村越後があり、猿賀館を領した。後に津軽為信に仕えるもその後の消息は不明。また、津軽地方一帯に「木村」姓が分布するも、出自不詳。

## 常陸国の木村氏
常陸国にも木村氏の家系が数流確認される。佐竹氏の家臣 木村氏は本姓を源氏とし、清和源氏の家系であるという（または、宇多源氏流近江源氏 佐々木氏の流れとも）。陸奥国菊田郡林下郷木村にあり、木村を名乗ったとされ、永正10年（1513年）、木村民部義久が佐竹氏より禄280石を給され、久慈東郡金砂郷村芦間へ移ったという。二郎大夫義昌は建武年間（1334年から1338年）、南北朝合戦に功をあげ、那珂通辰はじめ那珂氏、川野辺氏など南朝諸勢力を破ったとされる。
また、常陸国には宇多源氏の流れを汲む近江源氏の木村氏の家系があり、元は鎌倉幕府御家人 佐々木四郎高綱に属し、500貫を給されていたという。始祖木村陸奥守義胤は平治元年（1160年）、源義朝の戦死により、諸国の源氏は影を潜めるさなか、義胤子孫三代のうちに常陸国の佐竹氏に随い、350貫を給され、木村義維は従五位下相模守に任官したとされる。別系 弥右衛門直通、佐竹義宣の秋田転封に際して足軽として平鹿郡横手に住まうという。
さらに、『山方町史』には同町に存する木村氏について載せ、木村綱宗は文治年間（1185年 - 1189年）佐々木定綱の臣として仕えた後、佐竹昌義に仕え、その子 綱俊は佐竹秀義に随い、西金砂合戦に功ありといい、250貫を賜るといい、太田郷佐都西に住むという。後に延徳3年（1491年）久慈東郡竹合村に移り、永禄5年（1562年）2月、小貫村大沢平に移住、佐竹氏の秋田転封後も常陸国内に定住、山方村舟尾、久慈郡盛金、長貫、田野にも分家があるという。
家紋は宇多源氏流が五つ瓜に四つ目、丸に片喰、丸に釘抜き、丸に立ち沢潟、丸に平四つ目、丸に四つ目を用いるとされ、清和源氏流が丸に花菱の家紋を用いるという。また藤原流木村氏は左三つ藤巴、左三つ巴、丸に下がり藤を用いるという。さらに、本姓不詳の木村氏が対い蝶を用いるとされている。

## 秋田藩士 木村氏
佐竹氏の家臣に木村氏あり。
木村備中守の家系は本姓 源氏。佐々木氏の一門という。はじめ常陸国那珂郡山方村にあり。丹後の代に鹿島郡次いで下野国に移住し、その子 正勝の代に佐竹義宣の秋田転封に随行する。
```
系譜 木村備中守 ― 丹後 ― 正勝 一 正光 ― 正家 ― 正朝
```

木村源十郎は佐竹義重に仕え、孫の直職の代に秋田転封に随行する。代々、平鹿郡横手に住まう。石高45石。木村清五郎直於、木村治兵衛直飯なる者あり。
```
系譜 木村源十郎 ― 安直 ― 直職 ― 直光 ― 直営 ― 直綱 ― 直英
```

木村與左衛門は佐竹義宣に随い、常陸国より秋田に移住し、壁塗勤仕するという。
```
系譜 木村與左衛門 ― 太治兵衛 ― 太治兵衛重侯
```

## 水戸藩の志士・義民たる木村氏
- 木村権之衛門 水戸藩士。木村秀賢の次男。諱は聿。15石二人扶持。吟味役。安政の大獄後、薩摩藩の有志と結び活動、捕縛の手を逃れ四国、次いで仙台へと潜伏するも文久3年（1863年）3月、水戸で病死。享年40。水戸の祇園寺に墓がある。贈正五位。靖国神社合祀[8]。
- 木村久兵衛 水戸藩留守同心組。諱は信孝。天狗党の乱に加わり、捕えられる。慶応元年（1865年）4月3日、武蔵国忍で獄死（刑死とも）。靖国神社合祀[9]。
- 木村市太郎 水戸藩士。先手同心組。諱は義正。天狗党の乱に加わり、捕えられる。武蔵国岩槻藩から江戸佃島に移され、慶応2年（1866年）8月4日、獄死。享年24。靖国神社合祀[9]。
- 木村浅衛門 厨方中間。天狗党の乱に加わり、慶応元年(1865年) 3月5日、水戸城南の長岡原にて斬首。梟となる。享年34。靖国神社合祀[10]。
- 木村兵助 表中間。天狗党に属し、西上。慶応元年（1865年）越前国敦賀で獄死する。享年20。靖国神社合祀[11]。
- 木村小次郎 宍戸藩物頭。天狗党に属し、捕えられる。元治元年（1864年）10月16日、水戸で斬首。享年43。靖国神社合祀[12]。
- 木村正尚 天狗党に属し、捕えられる。元治元年（1864年）10月16日、水戸で斬首。靖国神社合祀[12]。
- 木村正忠 宍戸藩士。天狗党に属し、捕えられる。慶応元年（1865年）12月5日、獄死。享年27。靖国神社合祀[13]。
- 木村順之介 常陸国の百姓。天狗党に属し、捕縛。獄死するも生没年不詳[14]。
- 木村雄六 常陸国の百姓。別名を森亀六。天狗党に属し、捕縛。慶応元年（1865年）2月16日、越前国敦賀で斬首[15]。
- 木村園次郎 順之介の長男。元治元年（1864年）、榊原新左衛門勢で転戦。慶応元年（1865年）2月16日、越前国敦賀で斬首。享年17。敦賀松原に墓。贈従五位。靖国神社合祀[14]。
- 木村弥十郎 常陸国の百姓。天狗党に加わり、元治元年（1864年）、那珂湊で討ち死にする。享年38。靖国神社合祀[16]。
- 木村乙次郎 常陸国の百姓。天狗党に加わり、元治元年（1864年）、那珂湊で討ち死にする。享年22。靖国神社合祀[17]。
- 木村新之助 茨城郡大戸村の百姓。組頭。慶応2年（1866年）5月6日、江戸佃島で獄死する。享年37。靖国神社合祀[18]。
- 木村卯之次郎 茨城郡吉田村の百姓。元治元年(1864年)8月、下妻で討ち死にする。靖国神社合祀[10]。
- 木村長八 茨城郡米沢村の百姓。慶応3年（1867年）6月11日、獄死。享年38。靖国神社合祀[10]。
- 木村勘兵衛 茨城郡島田村の郷士。諱は芳道。安政5年（1858年）10月、天狗党に加わるべく小金に屯集する。元治元年（1864年）、榊原新左衛門勢に与し、10月降伏する。慶応元年（1865年）、上総久留里藩で獄死。享年52。水戸常磐共有墓地に墓がある。靖国神社合祀[9]。
- 木村三穂介 茨城郡島田村の郷士。庄屋 忠次衛門継忠の長男、所衛門忠恭の孫。諱は善道。幼名は吉五郎、のち弥蔵。文化8年（1811年）4月12日に誕生。幼少の折、学問を嫌い父に用水の中に投げ入れられ、それ以来学問に力を入れ、小宮山昌秀、会沢正志斎に師事する。天保9年（1838年）2月、父忠次衛門継忠が病に倒れたため後を継ぎ庄屋となる。弘化元年より国事に奔走し、嘉永5年に帰郷。安政5年（1858年）の安政の大獄の折に亡命。元治元年（1864年）8月より天狗党に加わり転戦するも、10月に自首。慶応元年（1865年）4月3日、上総国佐貫で斬首。享年55。水戸常磐共有墓地に埋葬。靖国神社合祀[19]。
- 木村又蔵 茨城郡島田村の郷士。諱は義直。木村勘兵衛芳道の長男。元治元年（1864年）、水戸城南、藤柄町で討ち死に。享年33。靖国神社合祀[19]。
- 木村円次郎 茨城郡島田村の里正。諱は善唯。天狗党に加わり安房勝山藩に捕えられる。慶応元年（1866年）4月5日、斬首となる。享年36。靖国神社合祀[19]。
- 木村貞次郎 茨城郡島田村の百姓。磐城白河郡釜子村で捕えられ、慶応元年（1865年）3月5日、水戸で斬首。享年18。靖国神社合祀[20]。
- 木村道之介 茨城郡島田村の百姓。天狗党に加わり、捕えられる。慶応元年（1865年）2月19日、越前国敦賀で斬首。靖国神社合祀[21]。
- 木村宗八 行方郡玉造村の百姓。天狗党に加わり、捕えられる。慶応元年（1865年）2月19日、靖国神社合祀[21]。
- 木村辰吉 那珂郡杉村の百姓。慶応3年（1867年）10月21日、獄死。享年20。靖国神社合祀[21]。
- 木村伊八 常陸国の百姓。元治元年(1864年)9月、久慈郡石名坂で戦死。享年23。靖国神社合祀[22]。
- 木村四郎八 久慈郡諸沢村の里正。諱は信輝。中染村の戦い、郷里にて捕縛される。慶応元年（1866年）9月24日、獄死する。享年26。靖国神社合祀[14]。
- 木村信之介 常陸国久慈郡上河合村の里正 四郎衛門の次男。幕兵に捕えられ、元治元年（1864年）11月2日、野向原で斬る。享年23。靖国神社合祀[14]。
- 木村栄重 久慈郡小貫村の百姓。小山守。諱は貞政。天狗党に加わり捕えられる。慶応2年（1866年）11月12日、獄死。享年47。靖国神社合祀[23]。
- 木村忠次 久慈郡小貫村の百姓。天狗党に加わり、今井村に拘禁され、慶応3年（1867年）12月9日、獄死。享年35。靖国神社合祀[17]。
- 木村平五郎 久慈郡照山村の百姓。天狗党に属し、捕えられる。慶応元年（1865年）4月6日、下総国銚子で獄死。享年35。靖国神社合祀[17]。

## 豊臣家臣 木村氏
16世紀、豊臣氏の家臣となった一族で、木村吉清・清久父子、木村勝重（藤原姓を称し、元の苗字は木下であったが、秀吉の家臣となる際に木村氏に改姓した）らがいる。